# 1956 i Sverige
Händelser från år 1956 i Sverige.

## Sittande
- Monark - Gustaf VI Adolf
- Premiärminister - Tage Erlander

## Evenemang
- 16 september – Andrakammarvalet
- Husaby-affären runt Florens Stephens.
- Gunnel Gummesons försvinnande.

## Populärkultur

### Sport
- Guldpucken etablerades
- 11-17 juni - Landet arrangerar hästarrangemangen under Olympiska sommarspelen 1956 grund av problem med karantänlagar som påverkar värdstaden Melbourne.

### Teater
- Eugene O'Neill-stipendiet upprättades

### Film
- 11 juni – Sjunde himlen släpps
- 10 september – Staffan Stolle Story släppt

## Födda

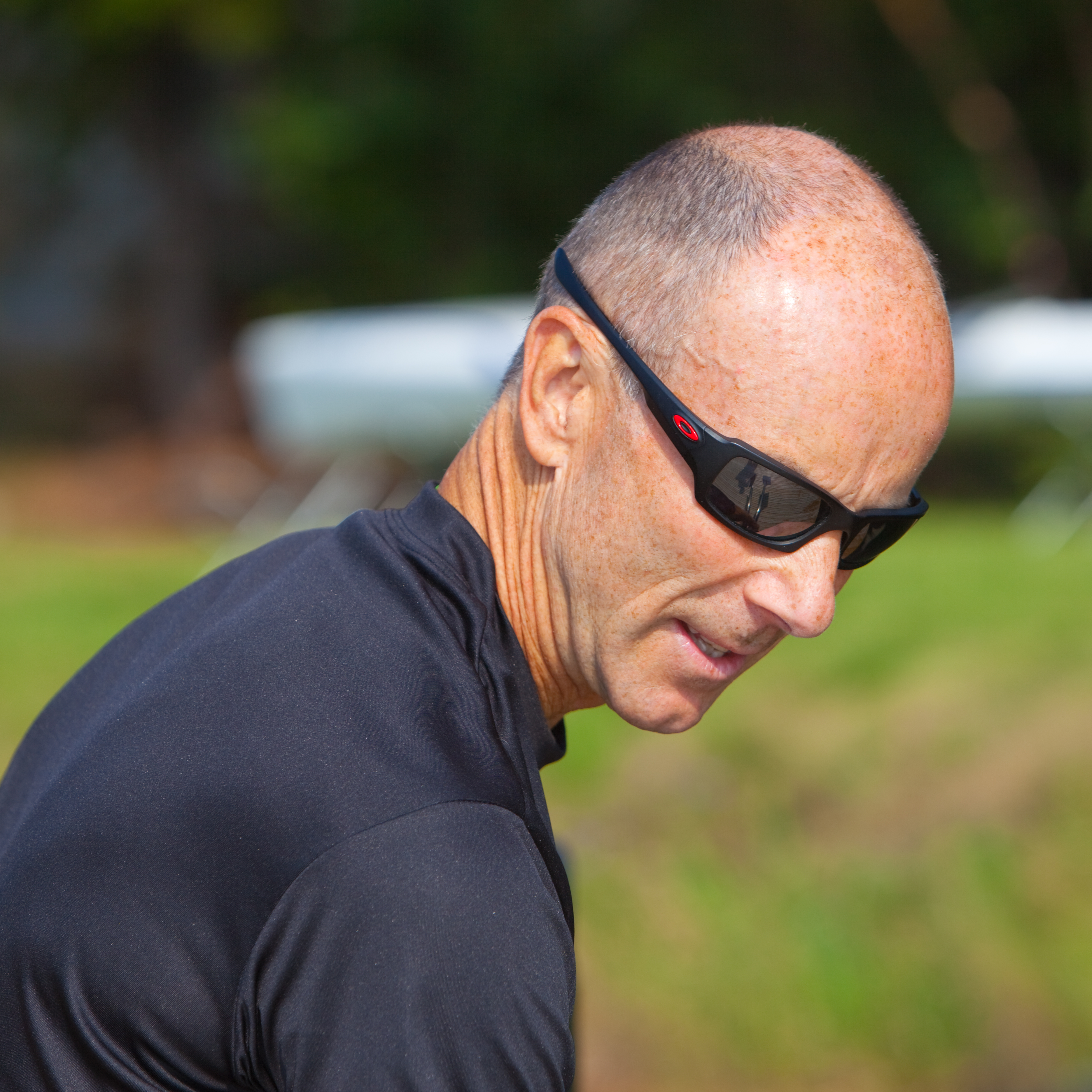
Ingemar Stenmark vann fler internationella lopp än någon annan alpin skidåkare i historien, med totalt 86 segrar.

- 18 mars – Ingemar Stenmark, alpin skidåkare.[1]
- 27 mars – Thomas Wassberg, längdskidåkare
- 2 maj – Kenneth Johansson, politiker
- 13 maj – Staffan Hellstrand, rockmusiker, låtskrivare och skivproducent
- 23 maj – Tomas Norström, skådespelare och filmregissör
- 6 juni – Björn Borg, tennisspelare
- 15 juni – Linda Haglund, friidrottare (sprinter)
- 24 augusti – Clas Lindberg, filmregissör och manusförfattare
- 2 september – Marcus Wallenberg, bankir och industriman
- 8 november – Peter Lindmark, ishockeyspelare. [2]
- 5 december – Peter Dalle, skådespelare och komiker

## Dödsfall
- 10 mars – Åke Fjästad, fotbollsspelare (född 1887).[3]
- 21 mars – Per Kaufeldt, fotbollsspelare (född 1902)
- 7 april – Sven Linderot, politiker (född 1889)
- 15 april – Leonard Peterson, gymnast (född 1885)